# Бурстин, Гюнтер
Гюнтер Адольф Бурстин (нем. Günther Burstyn; 6 июля 1879, Бад-Аусзе, Австро-Венгрия — 15 апреля 1945, Корнойбург, Нижняя Австрия) — австрийский военный инженер-конструктор, изобретатель, генерал австрийской армии.

## Биография

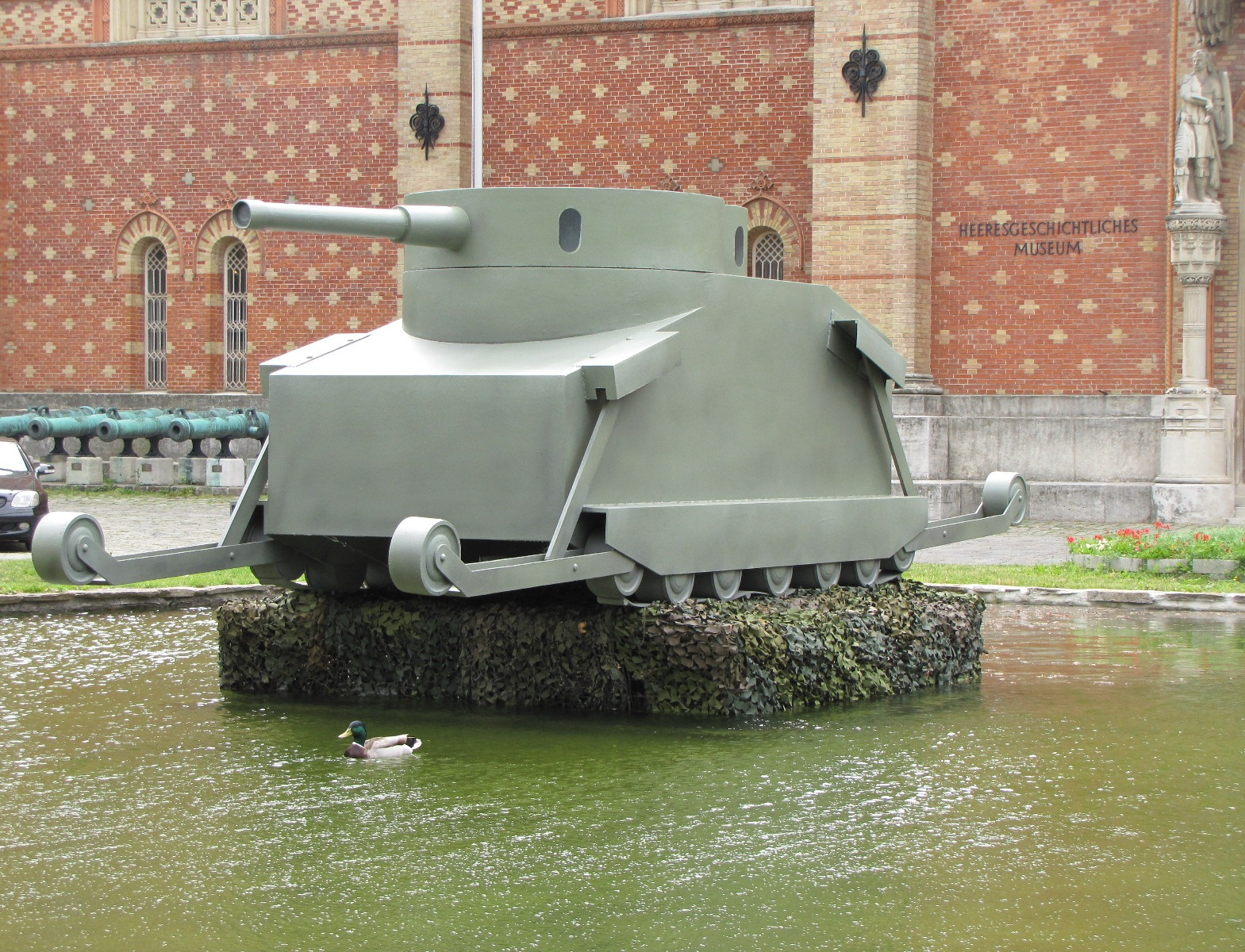
Модель Motorgeschütz в Австрийском военно-историческом музее в Вене

Его отцом был еврей из Львова, а мать — австрийка. Окончил кадетскую школу инженерных войск. В 1899 году поступил на службу в королевский Железнодорожный и Телеграфный полк, в 1906 году получил звание лейтенанта.
В 1911 году предложил военному министерству Австро—Венгрии проект легкого танка на основе тракторных агрегатов.
Изготовил и запатентовал первую конструкцию боевой машины повышенной проходимости с поворотной башней на базе американского сельскохозяйственного трактора. Назвал свой танк Motorgeschütz (буквально «мотор-пушка»). Его эскизный проект, более совершенный, чем некоторые из проектов танков Первой мировой войны, был отвергнут как Австро-Венгрией, так и Германской империей, и прототипы так и не были созданы. Позже он попытался запатентовать свой дизайн, но ему вновь отказали.
В Первую мировую войну Г. Бурстин служил в железнодорожных войсках на Восточном фронте, а после войны стал директором военного музея в Вене.
В 1926 году его перевели в министерство военных дел Австрии, в 1934 году Бурстин стал генералом в Федеральном министерстве обороны. Занимался разработкой руководства по тактике ведения танковых боёв.
В начале Второй мировой войны сочувствовал НСДАП.

Гюнтер Бурстин (слева, в штатском) получает награду из рук Гудериана, 1941

С приходом к власти национал-социалистов о Гюнтере Бурстине вспомнили в Рейхе. 31 марта 1941 года Бурстин смог лично представить Адольфу Гитлеру свои танковые новинки. Несмотря на его еврейское происхождение, Гитлер объявил Бурстина «почётным арийцем» и поручил разработку бронированных машин и противотанковых сооружений. Бурстин был награждён наградами Рейха, в частности за создание бронированного автомобиля для Гитлера.
Умер в 1945 году. По одной версии покончил жизнь самоубийством, опасаясь прихода советских войск в Вену и плена. По другой версии был убит.

## Награды
- Железный крест 2-го класса
- «За военные заслуги» 1 и 2 степени с мечами.
- Императорский австрийский орден Франца Иосифа
- Крест «За военные заслуги» (Австро-Венгрия)
- Бронзовая Медаль «За военные заслуги» (Австро-Венгрия)
- Войсковой крест Карла
- Юбилейный крест (Австро-Венгрия)
- Памятный крест 1912/13 (Австро-Венгрия)
- Почётный знак Австрийского Красного Креста
- Почётный доктор Венского технического университета (1944)

## Танк Бурстина
Транспортное средство должно было быть 3,5 метра в длину, 1,9 метра в ширину и 1,9 метра в высоту. Вооружён легкой скорострельной пушкой (калибр 30-40 мм) и обладал скоростью по шоссе 29 км/ч, скоростью по бездорожью 8 км/ч. Танк должен был оснащаться грузовым двигателем мощностью 60 л. с. Четыре вспомогательных колеса можно было поднимать и опускать; задняя часть могла бы способствовать сцеплению, в то время как передняя пара могла бы поворачиваться для рулевого управления. Предполагалось, что машина будет использоваться для атаки вражеских пулемётных гнёзд и поддержки атак пехоты, а также для атак на позиции вражеской артиллерии. По сути этот был прародитель современных танков, так как его компоновка дошла до наших дней. Французы потом взяли чертежи «танка Бурстина» для своего знаменитого Рено FT-17.